# Nosebleeds
Nosebleeds è un singolo della rapper statunitense Doechii, pubblicato il 3 febbraio 2025.
Il brano è stato pubblicato subito dopo la vittoria della rapper ai Grammy Awards 2025 nella categoria di miglior album rap con Alligator Bites Never Heal.

## Descrizione e testo
Nosebleeds, scritto dalla stessa Doechii in collaborazione con Jonas Jeberg, che si è occupato anche della produzione del brano, consta di un arrangiamento molto semplice che utilizza suoni elettronici ed è incentrato principalmente sulle celebrazioni e la felicità della rapper a seguito della sua vittoria ai Grammy Awards.
Dal punto di vista del testo, Doechii lancia frecciatine ai suoi rivali e si vanta del proprio successo. La rapper, nel brano, fa anche riferimento al discorso di accettazione di Kanye West avvenuto durante la 47ª edizione dei Grammy Awards con versi come: "Non so, impazzirà? Impazzirà davvero? / Tutti volevano sapere cosa avrebbe fatto Doechii se non avesse vinto / Immagino che non lo sapremo mai", "Perderà mai? Beh, immagino che non lo sapremo mai" / "Immagino che non vedremo mai il giorno in cui la corona di Doechii cadrà / Immagino che non vivrai abbastanza per vedere il giorno in cui Doechii perderà".
Nel testo, inoltre, ringrazia anche coloro che l'hanno sostenuta, tra cui i membri della Top Dawg Entertainment come SZA, Isaiah Rashad e Anthony "Moosa" Tiffith Jr., sua madre, la Blake High School di Tampa, in Florida, che lei ha frequentato, e le artiste con cui ha gareggiato in passato. In conclusione Doechii affronta anche tutte le speculazioni sulle sue candidature ai Grammy Awards e il motivo per cui le ha meritate, affermando che non accetterà mai consigli da "chi non ha sofferto".

## Tracce
1. Nosebleeds – 2:15

## Successo commerciale
Nosebleed è apparso al 18º posto della Hot Singles neozelandese, basata sul monitoraggio dei 40 brani con la crescita più rapida in termini di vendite, streaming e passaggi in radio.

## Classifiche
| Classifica (2025) | Posizione massima |
| ----------------- | ----------------- |
| Stati Uniti       | 113               |